# 比尔·福尔克斯
威廉·安东尼·福尔克斯（Bill Anthony Foulkes，1932年1月5日—2013年11月25日），是已故英格兰职业足球运动员和足球主教练，球员时期只效力于曼联一家俱乐部，司职中后卫，是球队长期后防核心。退役后，他在美国、挪威、日本等当时足球并不发达的国家都有过一些执教经验，不过最终于1991年返回英格兰并退出职业足球界。
福尔克斯是慕尼黑空难的幸存者之一，并且帮助球队在10年后的1968年欧洲冠军杯决赛中夺得俱乐部和英格兰足球历史上第一个欧洲冠军。他一共为曼联上阵679场，仅次于瑞恩·吉格斯和博比·查尔顿，一共攻入9球。2013年11月25日，福尔克斯逝世，享年81岁。